# Mosquée salam du plateau
Pour les articles homonymes, voir Mosquée salam du plateau.
La mosquée salam du plateau est un édifice réligieux musulman ivoirien, situé dans la communue du plateau, à Abidjan. La Mosquée est bâtie sur un terrain d'environ 7.500 m². Elle est surmontée d'un minaret d'une hauteur de 65 m et dotée d'une capacité de 6.500 fidèles (3.500 sur l'esplanade et 3.000 dans la salle de prière).

## Historique
La pose de la première pierre pour la construction de la mosquée salam du Plateau s'est effectuée en 1994 par son excellence Le président Feu Henry Konan BEDIÉ. Les travaux démarrent en 1996 avec les subventions de l’Etat et divers donateurs dont la Fondation de bienfaisance ZEID des Emirats Arabes Unis et la Fondation AGA-KHAN. 
La construction de cette mosquée connaît un long destin inachevé voire près de 18 ans à l'arrêt pendant les années de crise, jusqu'à la relance du chantier en 2007 grâce à un don de l'Arabie Saoudite,.

### Financement
Les fonds destinés à l’achèvement des travaux de construction de la mosquée proviennent exclusivement du royaume d’Arabie Saoudite,.

## Structure organisationnelle
La mosuqée dispose de plusieurs locaux répartis sur quatre niveaux, dont une vingtaine de bureaux, des boutiques, une bibliothèque où s'alignent des livres saints et d'autres recueils religieux.  Elle comporte également un logement pour l’Iman, un amphithéâtre de 300 places assises, une salle mortuaire et une mezzanine pour les femmes d'une capacité de 500 places.